# Axlir
Axlir är ett berg i republiken Island. Det ligger i regionen Norðurland vestra, 160 km nordost om huvudstaden Reykjavík. Toppen på Axlir är 627 meter över havet.
Trakten runt Axlir är nära nog obefolkad, med mindre än två invånare per kvadratkilometer. Det finns inga samhällen i närheten. Trakten runt Axlir består i huvudsak av gräsmarker.